# Coronilla ramosissima
Coronilla ramosissima là một loài thực vật có hoa trong họ Đậu. Loài này được (Ball) Ball miêu tả khoa học đầu tiên.